# Kung Xiaowen av Qin
Kung Xiaowen (秦孝文王; Qín Xiàowén wáng) eller Lord Anguo (安国君; Ānguó jūn), död 250 f.Kr., var en kung över det kinesiska riket Qin under epoken De stridande staterna. Kung Zhuangxiang regerade en mycket kort period under år 250 f.Kr. Hans personnamn var Ying Zhu (嬴柱).
Lord Anguo var son till Kung Zhaoxiang. 247 f.Kr. avled kronprinsen, vilket gjorde Lord Anguo till näste man i tronföljden. Lord Anguo hade men än tjugo söner, men ingen med sin högs älskade konkubin Huayang. Handelsmannen Lü Buwei övertalade (för sin egen vinning) Lord Anguo genom Huayang att göra Zichu till arvtagare av tronen. Zichu satt vid denna tiden som gisslan i staten Zhao.
Kung Xiaowen tillträdde tronen efter att hans far Kung Zhaoxiang avlidit, men han avled själv bara tre dagars efter sin kröning. Efter sin död efterträddes han av Zichu, som tillträdde som Kung Zhuangxiang. Det finns teorier om att Kung Xiaowen förgiftades av Lü Buwei. Lü Buwei blev efter Kung Xiaowens död kansler åt Kung Zhuangxiang.